# Zingiber fallax
Zingiber fallax là một loài thực vật có hoa trong họ Gừng.

## Lịch sử phân loại
Loài này nguyên được Alexander von Lingelsheim và Alexandru Borza mô tả khoa học lần đầu tiên năm 1914 dưới danh pháp Kaempferia fallax, nhưng danh pháp này không hợp lệ (nom. illeg.) do nó đã được François Gagnepain sử dụng từ năm 1903 để chỉ một loài khác biệt có tại Thái Lan và miền trung Lào. Năm 1930, Ludwig Eduard Theodor Loesener chuyển nó sang chi Boesenbergia với danh pháp Boesenbergia fallax như là tên thay thế. B. fallax được công nhận như là loài khác biệt trong Flora Reipublicae Popularis Sinicae (Wu & Chen, 1981) và Flora Yunnanica (Tong, 1997), nhưng được coi là đồng nghĩa của B. longiflora (đồng nghĩa: Gastrochilus longiflorus) trong Flora of China (Wu & Larsen, 2000), với tên gọi thông thường tiếng Trung là 心叶凹唇姜 (tâm diệp ao thần khương) - nghĩa đen là gừng môi lõm lá hình tim. Tuy nhiên, mô tả loài B. longiflora tại Flora of China không giống với mô tả của Nathaniel Wallich cho Gastrochilus longiflorus, mà giống với mô tả của Alexander von Lingelsheim và Alexandru Borza cho Kaempferia fallax.
Năm 1987, Zhu Zheng Yin (祝正银, Chúc Chính Ngân) mô tả loài Zingiber liangshanense. Trong Flora of China (Wu & Larsen, 2000) nó được coi là đồng nghĩa của Z. striolatum, với tên gọi thông thường tiếng Trung là 阳荷 (dương hà).
Năm 2019, nhóm tác giả Juan Chen, Nian-He Xia và Lin Bai nhận thấy rằng B. fallax và Z. liangshanense chỉ là một, và nó là một loài gừng thực thụ (Zingiber sp.), không phải là B. longiflora lẫn Z. striolatum. Họ chuyển nó sang chi Zingiber với danh pháp được thiết lập là Zingiber fallax.

## Mẫu định danh
Mẫu định danh:
- Boesenbergia fallax: Limpricht H.W. 849; do Hans Wolfgang Limpricht thu thập ngày 27 tháng 7 năm 1913 ở cao độ 1.900 m, tại huyện Lộc Phong (nay là thành phố cấp huyện Lộc Phong), châu tự trị Sở Hùng, miền bắc tỉnh Vân Nam, Trung Quốc. Mẫu lectotype được lưu giữ tại Đại học Wrocław ở Wrocław, Ba Lan (WRSL).[1][11]
- Zingiber liangshanense: Zhang J.L. 243; thu thập tại Độ Khẩu (nay là địa cấp thị Phàn Chi Hoa), miền nam tỉnh Tứ Xuyên, Trung Quốc. Mẫu lectotype và 2 syntype lưu giữ tại Trường Trung dược tỉnh Tứ Xuyên (四川省中药学校) ở Nga Mi Sơn, Lạc Sơn, tỉnh Tứ Xuyên, Trung Quốc (EMA).[1][11]

## Phân bố
Loài này có tại miền nam tỉnh Tứ Xuyên (châu tự trị Lương Sơn, địa cấp thị Phàn Chi Hoa) và tây bắc đến miền trung tỉnh Vân Nam (châu tự trị Sở Hùng, Đại Lý, địa cấp thị Côn Minh, Lệ Giang,  Ngọc Khê), Trung Quốc. POWO và WCSP cho rằng nó cũng có ở Đông Dương (Campuchia), nhưng điều này là đáng ngờ.

## Phân loại
Z. fallax (Z. liangshanense) thuộc tổ Cryptanthium.

## Mô tả
Mô tả loài B. longiflora trong Flora of China rất giống với mô tả của Alexander von Lingelsheim và Alexandru Borza cho Kaempferia fallax và được tổng hợp lại dưới đây.
Thân rễ mập, có rễ, hình thoi, thanh mảnh, mọc thành chùm. Thân lá xuất hiện sau khi nở hoa, cao 30–60 cm; lá xuất hiện phía trên bẹ dài 5–10 cm, phiến lá hình xoan, dài 8–12 cm, rộng 4-5(-9) cm, màu xanh lục, đáy hình tim, đỉnh nhọn đầu. Cành hoa bông thóc mọc trực tiếp từ thân rễ, 3-6 hoa. Lá bắc hình trứng, nhọn thon, dài 2–4 cm, có lông tơ. Đài hoa dài 1–2 cm, chẻ một bên. Ống tràng dài gấp đôi đài hoa (~4 cm); các thùy hình mác, dài 22–25 mm, rộng 5–6 mm, màu tím, 2 mặt 3 gân hẹp, gân tam cấp 5-7. Nhị lép bên hình trứng, dọc tràng hoa, màu tím hoa cà, thuôn tròn, hình xoan, dài bằng thùy tràng; cánh môi hình trứng ngược-hình nêm, dài 30 mm, rộng 18–20 mm, màu tím hoa cà; chỉ nhị rất ngắn, bao phấn ~1 cm; mô liên kết trên bao phấn rộng, tạo thành phần phụ thẳng.  Vòi nhụy dọc nhị lép; đầu nhụy mập. 2n = 36.